# Valtech
 (décembre 2014).
Si vous disposez d'ouvrages ou d'articles de référence ou si vous connaissez des sites web de qualité traitant du thème abordé ici, merci de compléter l'article en donnant les références utiles à sa vérifiabilité et en les liant à la section « Notes et références ».
Valtech est une agence de marketing numérique et technologique créée en 1993. Le groupe est présent dans 19 pays (Allemagne, Argentine, Brésil, Canada, Chine, Danemark, Émirats arabes unis, États-Unis, France, Inde, Macédoine du Nord, Mexique, Pays-Bas, Portugal, Royaume-Uni, Singapour, Suède, Suisse, Ukraine) et compte environ 5 000 employés.

## Historique du groupe
Valtech est à l'origine une SSII française, fondée en 1993 par les français Jean-Yves Hardy (1964-) et Olivier Cavrel (Neuilly-sur-Seine, 11 février 1965 — Clichy, 17 avril 2023), spécialisée dans les technologies web, qu'elle diffuse auprès de ses clients. Introduite en bourse sur le nouveau marché en 1999, elle y devient un star de la cote, avec un cours d'introduction de 7,35 euros multiplié par 10 en 8 mois. Après l'éclatement de la bulle internet ses perspectives de développement s'éloignent, la société annonce des pertes et son cours s'effondre durablement sous 1 euro, faisant d'elle une « pennie stock », statut dont elle ne sort qu'en 2013 grâce à un regroupement des actions. À partir de 2010, la société, qui a aussi entretemps intégré des activités de conseil en gestion de la chaîne logistique, opère une réorientation progressive vers le marketing électronique. La société connait plusieurs offres publiques d'achat menées par la société SiegCo, dirigée par Sebastian Lombardo et Laurent Schwarz, la première OPA hostile de 2009 proposant un prix de 0,40 €.
En mars 2017, la société, rachetée en intégralité par SiegCo, et dont le siège social a été transféré en 2016 à Londres, est radiée de la cote Euronext.

### Quelques dates clés
- 1993 : fondation à Paris
- 1996 : expansion au Royaume-Uni[réf. nécessaire].
- 1999 : acquisition aux États-Unis[réf. nécessaire]. Introduction en bourse (France, nouveau marché)[2].
- 2000- 2001 : acquisition en Allemagne et en Scandinavie.[réf. nécessaire]
- 2004 - 2005 : acquisition en Inde. Certification CMM-5 et inauguration des locaux en Inde[réf. nécessaire].
- 2007 : Ouverture des centres de développement Nearshore de Toulouse (Fr), Dallas (US) et Cardiff (UK)[réf. nécessaire].
- 2008 : acquisition de Kiara (agence web en Suède)[réf. nécessaire].
- 2009 : OPA du groupe belge SiegCo[9][source insuffisante].
- 2010 : SiegCo détient 54,39 % du capital et des droits de vote[10].
- 2010 : nominations par le conseil d'administration de Sebastian Lombardo et de Frédéric de Mevius en tant que nouveaux administrateurs en remplacement de Douglas Land et John A. Stanley. Par ailleurs, le conseil nomme Sébastian Lombardo au poste de Directeur Général Délégué de Valtech.
- 2010 : cession de la branche Valtech Axelboss à Sia conseil[11][source insuffisante].
- 2015 : acquisition de w.illi.am/ (agence web au Canada)[12][source insuffisante].
- 2022 : acquisition d'Absolunet (agence web au Canada)[13].
- 2024 : acquisition de Kin + Carta (société de conseil en transformation numérique (US/UK))[14].

## Informations économiques

### Chiffre d'affaires et effectifs
| Année | Chiffre d'affaires | Effectifs |
| ----- | ------------------ | --------- |
| 2010  | 77 M€              | 1558      |
| 2011  | 115 M€             | 1565      |
| 2012  | 133 M€             |           |
| 2013  | 136 M€             |           |

source : Valtech